# Godzimierz (województwo mazowieckie)
Godzimierz – wieś sołecka w Polsce położona w województwie mazowieckim, w powiecie grójeckim, w gminie Nowe Miasto nad Pilicą.
Wieś szlachecka Gozimierz położona była w drugiej połowie XVI wieku w powiecie bielskim ziemi rawskiej województwa rawskiego. W latach 1975–1998 miejscowość administracyjnie należała do województwa radomskiego.